# V Klučí
V Klučí je přírodní rezervace poblíž obce Vílanec v okrese Jihlava v nadmořské výšce 645–683 metrů. Důvodem ochrany je zachování přirozeného bukového porostu pralesovitého charakteru typického pro Českomoravskou vrchovinu a ochrana ohrožených rostlinných a živočišných druhů vázaných na toto prostředí. Od roku 2017 je součástí NPR Velký Špičák.